# USS Mississippi (1841)
USS Mississippi là một tàu frigate hơi nước và là con tàu đầu tiên mang cái tên này của Hải quân Hoa Kỳ. Con tàu được đặt theo tên của sông Mississippi. Con tàu chị em của nó là USS Missouri. Mississippi được đặt lườn tại Xưởng đóng tàu Hải quân Philadelphia vào năm 1839 và được chế tạo dưới sự giám sát cá nhân của Phó đề đốc Matthew C. Perry. Nó được đưa vào biên chế ngày 22 tháng 12 năm 1841 với sự chỉ huy của Thuyền trưởng W. D. Salter và chính thức hạ thủy vài tuần sau đó.

## Lịch sử hoạt động

### Chiến tranh Hoa Kỳ–México
Sau vài năm phục vụ trong biên chế của Hải đoàn Chủ lực, Mississippi được lựa chọn để thực hiện các thí nghiệm quan trọng về tàu hơi nước đối với sự phát triển của hải quân, sau đó gia nhập Hải đoàn Tây Ấn vào năm 1845 với tư cách là soái hạm của Matthew Perry. Trong Chiến tranh Hoa Kỳ–México, nó đã tham gia các cuộc viễn chinh chống lại Alvarado, Tampico, Pánuco và Laguna de Términos, tất cả đều thành công trong việc thắt chặt quyền kiểm soát của Hoa Kỳ đối với bờ biển México cũng như làm gián đoạn các hoạt động hỗ trợ quân sự và thương mại dọc bờ biển.
Ngày 1 tháng 1 năm 1847, Mississippi quay trở lại Norfolk để sửa chữa và tiếp tế trước khi đến Veracruz vào ngày 21 tháng 3, mang theo Matthew Perry lúc này đang nắm quyền chỉ huy hạm đội Hoa Kỳ. Ngay lập tức, Mississippi đã tham gia vào các chiến dịch đổ bộ tại Veracruz, tại đây vũ khí và thủy thủ đoàn của tàu được đưa lên bờ cung cấp cho trận địa, góp phần khiến thành phố này đầu hàng sau 4 ngày. Trong suốt thời gian còn lại của cuộc chiến, Mississippi đã cung cấp vũ khí, người và thuyền cho một loạt các cuộc đột kích ven biển dọc theo bờ biển phía đông México cũng như tham gia cuộc tấn công Tabasco vào tháng 6 năm 1847.

### Sứ mệnh đến Nhật Bản
Mississippi tiến hành tuần thám tại Địa Trung Hải trong những năm 1849–1851. Ngày 26 tháng 8 năm 1851, Mississippi bị mắc cạn ngoài khơi Smyrna, Đế quốc Ottoman khi đang trên đường đến đón Lajos Kossuth trước khi đưa ông đi sống lưu vong tại Hoa Kỳ. Những nỗ lực ban đầu để khiến nó nổi trở lại bằng tàu hơi nước có mái chèo của Anh Euxine và ba tàu khác đã không thành công. Con tàu nổi trở lại vào ngày 28 tháng 8. Mississippi sau đó được chuẩn bị cho cuộc viễn chinh của Matthew Perry tới Nhật Bản với tư cách là soái hạm và được chỉ huy bởi Sydney Smith Lee. Hải đội khởi hành từ Hampton Roads vào ngày 24 tháng 11 năm 1852, sau đó lần lượt đến Madeira, Mũi Hảo Vọng, Hồng Kông và cuối cùng là Thượng Hải vào ngày 4 tháng 5 năm 1853.
Hải đội tiếp cận Nhật Bản bằng cách ghé các cảng tại quần đảo Ryukyu và quần đảo Bonin, tiến vào vịnh Edo ngày 8 tháng 7 năm 1853 và hoạt động tại đây cho đến khi người Nhật chấp nhận một bức thư chính thức của Tổng thống Millard Fillmore vào ngày 14 tháng 7. Sau khi tiếp tục hành trình ở Viễn Đông, Mississippi và hải đội quay trở lại Nhật Bản vào ngày 12 tháng 2 năm 1854, tiếp tục hoạt động như một phần của cuộc biểu dương lực lượng cho đến khi ký kết Hiệp ước Kanagawa vào ngày 31 tháng 3. Ngày 23 tháng 4 năm 1855, Mississippi quay trở lại thành phố New York rồi một lần nữa lên đường tới Viễn Đông vào ngày 19 tháng 8 năm 1857, đến căn cứ tại Thượng Hải và tiến hành tuần tra hỗ trợ hoạt động thương mại đang phát triển giữa Hoa Kỳ với Đông phương. Với tư cách là soái hạm của Phó đề đốc Josiah Tattnall III, nó đã có mặt trong cuộc tấn công của Anh và Pháp nhắm vào các công sự của Trung Quốc tại pháo đài Taku vào tháng 6 năm 1859. Hai tháng sau, thủy thủ đoàn của tàu đổ bộ tại Thượng Hải khi lãnh sự Hoa Kỳ yêu cầu trợ giúp trong việc khôi phục trật tự cho thành phố, nơi đang bị đổ nát bởi xung đột dân sự. Mississippi quay trở lại Boston, Massachusetts rồi được cho ngưng hoạt động từ tháng 1 năm 1860, nhưng sau đó đã tái hoạt động trở lại khi Nội chiến Hoa Kỳ nổ ra mà không thể tránh khỏi.

### Nội chiến Hoa Kỳ
Ngày 8 tháng 6 năm 1861, Mississippi đến khu vực ngoài khơi Key West, Florida để tiến hành phong tỏa nơi đó và năm ngày sau đã thực hiện cuộc bắt giữ đầu tiên của mình, thuyền buồm Forest King đang mang theo cà phê từ Rio de Janeiro đến New Orleans, Louisiana. Ngày 27 tháng 11 năm 1861, tại khu vực ngoài khơi đèo Đông Bắc của sông Mississippi, nó cùng với USS Vincennes đã bắt giữ thuyền buồm của Anh Empress cũng đang mang theo cà phê từ Rio de Janeiro đến New Orleans. Vào mùa xuân năm sau, Mississippi gia nhập hải đội của David Farragut và tham gia cuộc tấn công theo kế hoạch nhắm vào New Orleans. Ngày 7 tháng 4 năm 1862, sau nhiều lần cố gắng, cuối cùng nó và USS Pensacola đã thành công vượt qua rào cản tại đèo Tây Nam, trở thành con tàu nặng nhất từng tiến vào sông thời điểm đó.

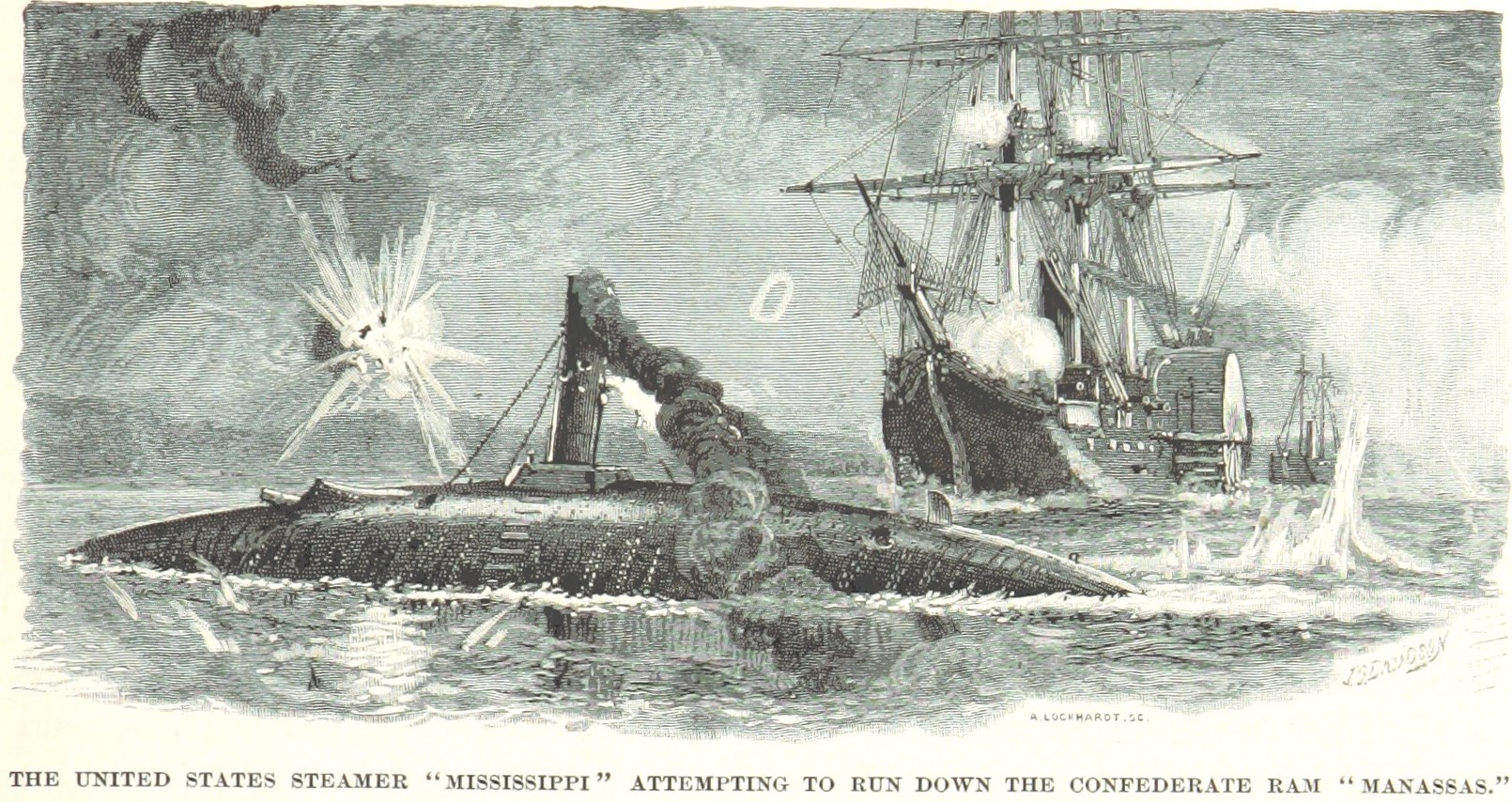
Tranh minh họa Mississippi đang cố gắng đâm Manassas

Khi David Farragut đưa hải đội của mình tiến vào sông, một cuộc giao tranh quan trọng giữa họ với pháo đài Jackson và pháo đài St. Philip đã diễn ra ngày 24 tháng 4 năm 1862, trong đó Mississippi đã đâm tàu chiến của Liên minh miền Nam Hoa Kỳ CSS Manassas lên bờ và đánh đắm nó. Một trong những thủy thủ của tàu, Seaman Christopher Brennan, được trao tặng Huân chương Danh dự vì đã tham gia trận chiến. Thành phố New Orleans giờ đã thất thủ và Mississippi, độ lớn của mớn nước khiến nó không thích hợp cho các hoạt động trên sông so với những tàu nhẹ hơn, vẫn hoạt động ngoài khơi New Orleans trong phần lớn năm tiếp theo.
Được lệnh từ cấp trên cho các hoạt động chống lại cảng Hudson, Louisiana, Mississippi di chuyển cùng với sáu con tàu khác tấn công theo cặp, trong khi nó tấn công một mình. Ngày 14 tháng 3 năm 1863, Mississippi bị mắc cạn khi đang cố gắng vượt qua các pháo đài canh gác cảng Hudson. Dưới làn đạn của kẻ thù, Thuyền trưởng Melancton Smith và sĩ quan điều hành George Dewey (sau này ông trở nên nổi tiếng với tư cách là Đô đốc) đã nỗ lực hết sức mình để tái trang bị cho tàu. Cuối cùng, hệ thống máy móc bị phá hủy, nhiệt độ nồi hơi tăng vọt và thủy thủ đoàn đã phóng hỏa con tàu để nó không rơi vào tay của quân Liên minh. Khi ngọn lửa lan đến các kho chứa đạn dược trên tàu, nó đã nổ tung và chìm xuống. Ba thành viên thủy thủ đoàn trên Mississippi gồm Seaman Andrew Brinn, Peter Howard và Trung sĩ Thủy quân lục chiến Hoa Kỳ Pinkerton R. Vaughn được trao tặng Huân chương Danh dự cho những hành động của họ trong thời gian bị bỏ rơi. Tổng cộng đã có 64 thủy thủ thiệt mạng trong khi 223 thành viên còn lại được cứu bởi các con tàu đi cùng.